# 侧膜秋海棠
侧膜秋海棠（学名：Begonia obsolescens）为秋海棠科秋海棠属的植物，为中国的特有植物。分布于中国大陆的云南等地，生长于海拔1,200米的地区，多生于密林下石缝中，目前已由人工引种栽培。